# Grammy Award for Best Country Performance by a Duo or Group with Vocals

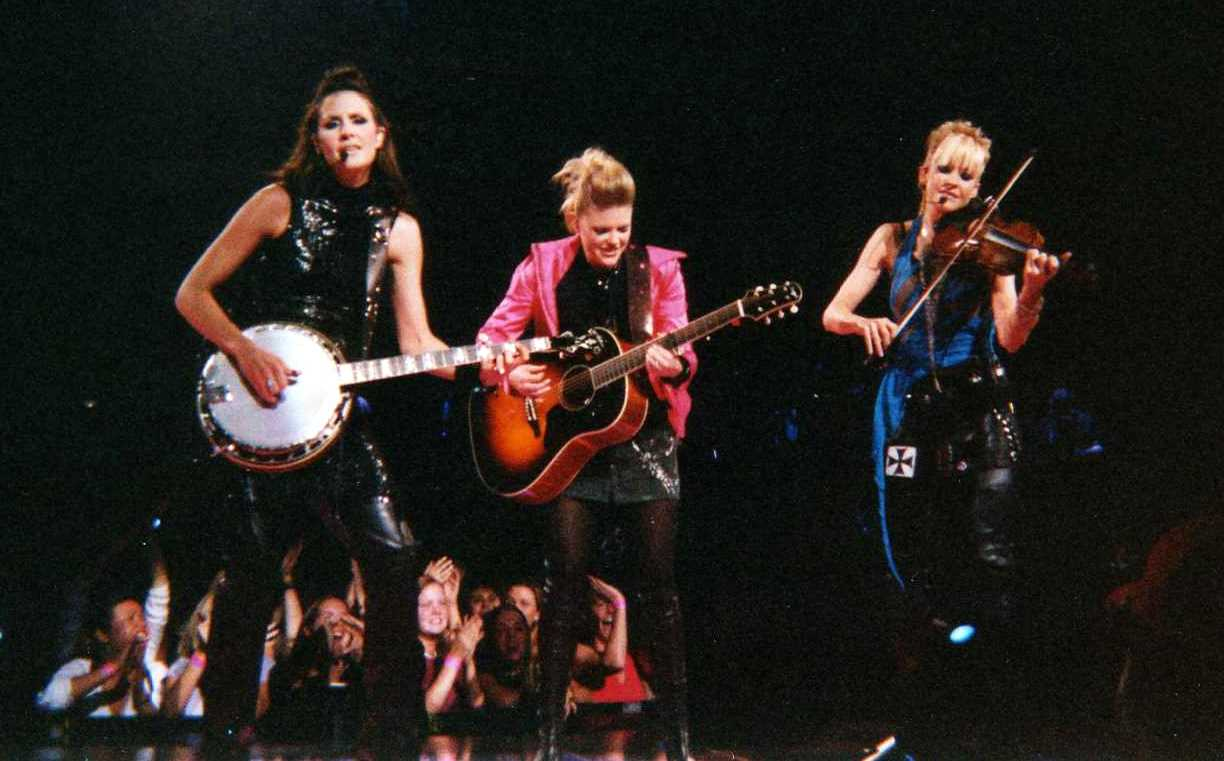
Die Dixie Chicks haben den Grammy Award for Best Country Performance by a Duo or Group with Vocals insgesamt fünf Mal gewonnen

Der Grammy Award for Best Country Performance by a Duo or Group with Vocal, auf Deutsch „Grammy-Auszeichnung für die beste Country-Gesangsdarbietung eines Duos oder einer Gruppe“, ist ein Musikpreis, der von 1970 bis 2011 von der amerikanischen Recording Academy im Bereich der Country-Musik verliehen wurde.

## Geschichte und Hintergrund
Die seit 1959 verliehenen Grammy Awards werden jährlich in zahlreichen Kategorien von der Recording Academy in den Vereinigten Staaten vergeben, um künstlerische Leistung, technische Kompetenz und hervorragende Gesamtleistung ohne Rücksicht auf die Album-Verkäufe oder Chart-Position zu würdigen.
Eine dieser Kategorien war der Grammy Award for Best Country Performance by a Duo or Group with Vocals. Der Preis wurde von 1970 bis 2011 vergeben und hatte einige kleinere Namensänderungen:
- 1970 hieß die Auszeichnung Grammy Award for Best Country Performance by a Duo or Group
- Von 1971 bis 1981 nannte sie sich Grammy Award for Best Country Vocal Performance by a Duo or Group
- Von 1982 bis 2011 war die Bezeichnung Grammy Award for Best Country Performance by a Duo or Group with Vocal.

Die Auszeichnung wurde nach den Grammy Awards 2011 in einer umfassenden Überarbeitung der Grammy-Kategorien eingestellt. Ab 2012 werden alle Duo- oder Gruppendarbietungen im Bereich der Country-Musik in der neu gebildeten Kategorie Grammy Award for Best Country Duo/Group Performance ausgezeichnet.
Sowohl die Dixie Chicks als auch die Band The Judds wurden fünf Mal in dieser Kategorie ausgezeichnet. Weitere Mehrfachgewinner sind Alison Krauss und Union Station sowie Emmylou Harris, die jeweils drei Mal gewonnen haben und Asleep at the Wheel, Brooks & Dunn, Alabama, Rita Coolidge und Kris Kristofferson sowie Lady Antebellum, die jeweils zwei Mal gewonnen haben.

## Gewinner und Nominierte
| Jahr | Gewinner                                      | Nationalität       | Werk                                              | Nominierte | Bild des/der Gewinner(s) |
| ---- | --------------------------------------------- | ------------------ | ------------------------------------------------- | --- | ------------------------ |
| 1970 | Waylon Jennings & The Kimberlys               | Vereinigte Staaten | MacArthur Park                                    | |                          |
| 1971 | Johnny Cash & June Carter                     | Vereinigte Staaten | If I Were a Carpenter                             | |                          |
| 1972 | Loretta Lynn & Conway Twitty                  | Vereinigte Staaten | After the Fire Is Gone                            | |                          |
| 1973 | The Statler Brothers                          | Vereinigte Staaten | The Class of ’57                                  | |                          |
| 1974 | Rita Coolidge & Kris Kristofferson            | Vereinigte Staaten | From the Bottle to the Bottom                     | |                          |
| 1975 | The Pointer Sisters                           | Vereinigte Staaten | Fairytale                                         | |                          |
| 1976 | Rita Coolidge & Kris Kristofferson            | Vereinigte Staaten | Lover Please                                      | |                          |
| 1977 | Amazing Rhythm Aces                           | Vereinigte Staaten | The End Is Not in Sight (The Cowboy Tune)         | |                          |
| 1978 | The Kendalls                                  | Vereinigte Staaten | Heaven’s Just a Sin Away                          | |                          |
| 1979 | Waylon Jennings & Willie Nelson               | Vereinigte Staaten | Mamas Don’t Let Your Babies Grow Up to Be Cowboys | |                          |
| 1980 | Charlie Daniels Band                          | Vereinigte Staaten | The Devil Went Down to Georgia                    | - The Bellamy Brothers für If I Said You Had a Beautiful Body Would You Hold It Against Me - Larry Gatlin & the Gatlin Brothers Band für All the Gold in California - Willie Nelson & Leon Russell für Heartbreak Hotel - Kenny Rogers & Dottie West für All I Ever Need Is You |                          |
| 1981 | Emmylou Harris & Roy Orbison                  | Vereinigte Staaten | That Lovin’ You Feelin Again                      | - Charlie Daniels Band für In America - Larry Gatlin & the Gatlin Brothers Band für Take Me to Your Lovin’ Place - Oak Ridge Boys für Heart of Mine - Tanya Tucker & Glen Campbell für Dream Lover                                                                              |                          |
| 1982 | Oak Ridge Boys                                | Vereinigte Staaten | Elvira                                            | - Alabama für Feels So Right - David Frizzell & Shelly West für You’re the Reason God Made Oklahoma - Emmylou Harris & Don Williams für If I Needed You - Dottie West & Kenny Rogers für What Are We Doin’ in Love                                                              |                          |
| 1983 | Alabama                                       | Vereinigte Staaten | Mountain Music                                    | - Waylon Jennings & Willie Nelson für (Sittin’ on) The Dock of the Bay - Oak Ridge Boys für Bobbie Sue - Gram Parsons & Emmylou Harris für Love Hurts - Whites für You Put the Blue in Me                                                                                       |                          |
| 1984 | Alabama                                       | Vereinigte Staaten | The Closer You Get...                             | - Larry Gatlin & the Gatlin Brothers Band für Houston (Means I’m One Day Closer to You) - Merle Haggard & Willie Nelson für Pancho and Lefty - Willie Nelson & Waylon Jennings für Take It to the Limit - Oak Ridge Boys für American Made                                      |                          |
| 1985 | The Judds                                     | Vereinigte Staaten | Mama He’s Crazy                                   | - Alabama für If You’re Gonna Play in Texas (You Gotta Have a Fiddle in the Band) - Barbara Mandrell & Lee Greenwood für To Me - Anne Murray & Dave Loggins für Nobody Loves Me Like You Do - Willie Nelson & Julio Iglesias für As Time Goes By                                |                          |
| 1986 | The Judds                                     | Vereinigte Staaten | Why Not Me                                        | - Alabama für Can’t Keep a Good Man Down - Forester Sisters für The Forester Sisters - Waylon Jennings, Willie Nelson, Johnny Cash und Kris Kristofferson für Highwayman - Marie Osmond & Dan Seals für Meet Me in Montana - Dolly Parton and Kenny Rogers für Real Love        |                          |
| 1987 | The Judds                                     | Vereinigte Staaten | Grandpa (Tell Me ’Bout the Good Ol’ Days)         | - Alabama für She and I - Everly Brothers für Born Yesterday - Larry Gatlin & the Gatlin Brothers Band für She Used to Be Somebody’s Baby - Carl Perkins, Johnny Cash, Jerry Lee Lewis und Roy Orbison für Class of '55                                                         |                          |
| 1988 | Emmylou Harris, Dolly Parton & Linda Ronstadt | Vereinigte Staaten | Trio                                              | - Desert Rose Band für Desert Rose Band - The Judds für Heartland - O’Kanes für Can’t Stop My Heart from Loving You - Restless Heart für I’ll Still Be Loving You |                          |
| 1989 | The Judds                                     | Vereinigte Staaten | Give a Little Love                                | - Forester Sisters für Sincerely - Highway 101 für Highway 101, Vol. 2 - Oak Ridge Boys für Gonna Take a Lot of River - Restless Heart für Big Dreams in a Small Town |                          |
| 1990 | Nitty Gritty Dirt Band                        | Vereinigte Staaten | Will the Circle Be Unbroken: Volume Two           | - Desert Rose Band für She Don’t Love Nobody - Highway 101 für Honky Tonk Heart - The Judds für Young Love (Strong Love) - Restless Heart für Big Dreams in a Small Town |                          |
| 1991 | The Kentucky Headhunters                      | Vereinigte Staaten | Pickin’ on Nashville                              | - Alabama für Jukebox in My Mind - The Judds für Love Can Build a Bridge - Restless Heart für Fast Movin’ Train - Shenandoah für Ghost in This House |                          |
| 1992 | The Judds                                     | Vereinigte Staaten | Love Can Build a Bridge                           | - Alabama für Forever’s as Far as I’ll Go - Diamond Rio für Meet in the Middle - Forester Sisters für Men - Kentucky Headhunters für Electric Barnyard - Texas Tornados für Zone of Our Own                                                                                     |                          |
| 1993 | Emmylou Harris & the Nash Ramblers            | Vereinigte Staaten | At the Ryman                                      | - Alabama für American Pride - Brooks & Dunn für Boot Scootin’ Boogie - Kentucky Headhunters für Only Daddy That’ll Walk the Line - Restless Heart für When She Cries |                          |
| 1994 | Brooks & Dunn                                 | Vereinigte Staaten | Hard Workin’ Man                                  | - Confederate Railroad für Trashy Women - Diamond Rio für In a Week or Two - Little Texas für God Blessed Texas - Sawyer Brown für All These Years |                          |
| 1995 | Asleep at the Wheel & Lyle Lovett             | Vereinigte Staaten | Blues for Dixie                                   | - Diamond Rio für Love a Little Stronger - Alison Krauss & Union Station für When You Say Nothing at All - The Mavericks für What a Crying Shame - The Tractors für Baby Likes to Rock It                                                                                       |                          |
| 1996 | The Mavericks                                 | Vereinigte Staaten | Here Comes the Rain                               | - Brooks & Dunn für You’re Gonna Miss Me When I’m Gone - Little Texas für Amy’s Back in Austin - Shenandoah für Darned If I Don’t (Danged If I Do) - The Tractors für Tryin’ to Get to New Orleans                                                                              |                          |
| 1997 | Brooks & Dunn                                 | Vereinigte Staaten | My Maria                                          | - BR5-49 für Cherokee Boogie - Diamond Rio für That’s What I Get for Lovin’ You - The Mavericks für All You Ever Do Is Bring Me Down - Texas Tornados für Little Bit Is Better Than Nada                                                                                        |                          |
| 1998 | Alison Krauss & Union Station                 | Vereinigte Staaten | Looking in the Eyes of Love                       | - Alabama für Dancin’, Shaggin’ on the Boulevard - Diamond Rio für How Your Love Makes Me Feel - The Kinleys für Please - The Mavericks für I Don’t Care (If You Love Me Anymore)                                                                                               |                          |
| 1999 | Dixie Chicks                                  | Vereinigte Staaten | There’s Your Trouble                              | - Alabama für How Do You Fall In Love - BR5-49 für Wild One - The Mavericks für Dance the Night Away - The Wilkinsons für 26 Cents |                          |
| 2000 | Dixie Chicks                                  | Vereinigte Staaten | Ready to Run                                      | - BR5-49 für Wild One - Diamond Rio für Unbelievable - Lonestar für Amazed - SHeDAISY für Little Good-Byes |                          |
| 2001 | Asleep at the Wheel                           | Vereinigte Staaten | Cherokee Maiden                                   | - Alabama für Twentieth Century - Brooks & Dunn für You’ll Always Be Loved By Me - Riders in the Sky für Woody’s Roundup - The Wilkinsons für Jimmy’s Got a Girlfriend |                          |
| 2002 | Alison Krauss & Union Station                 | Vereinigte Staaten | The Lucky One                                     | - Asleep at the Wheel für Ain’t Nobody Here but Us Chickens - Brooks & Dunn für Ain’t Nothing ’Bout You - Diamond Rio für One More Day - Lonestar für I’m Already There |                          |
| 2003 | Dixie Chicks                                  | Vereinigte Staaten | Long Time Gone                                    | - Diamond Rio für Beautiful Mess - Lonestar für Not a Day Goes By - Nitty Gritty Dirt Band für Roll the Stone Away - Tricky Pony für Just What I Do |                          |
| 2004 | Ricky Scaggs and Kentucky Thunder             | Vereinigte Staaten | A Simple Life                                     | - Brooks & Dunn für Red Dirt Road - Diamond Rio für I Believe - Lonestar für My Front Porch Looking In - Oak Ridge Boys für Colors |                          |
| 2005 | Dixie Chicks                                  | Vereinigte Staaten | Top of the World                                  | - Asleep at the Wheel für New San Antonio Rose - Big & Rich für Save a Horse (Ride a Cowboy) - Brooks & Dunn für You Can’t Take the Honky Tonk Out of the Girl - Notorious Cherry Bombs für It’s Hard to Kiss the Lips at Night That Chew Your Ass Out All Day Long             |                          |
| 2006 | Alison Krauss & Union Station                 | Vereinigte Staaten | Restless                                          | - Big & Rich für Comin’ to Your City - Brooks & Dunn für Play Something Country - Dixie Chicks für I Hope - Rascal Flatts für Bless the Broken Road |                          |
| 2007 | Dixie Chicks                                  | Vereinigte Staaten | Not Ready to Make Nice                            | - The Duhks für Heaven’s My Home - Little Big Town für Boondocks - Rascal Flatts für What Hurts the Most - The Wreckers für Leave the Pieces |                          |
| 2008 | Eagles                                        | Vereinigte Staaten | How Long                                          | - Brooks & Dunn für Proud of the House We Built - Emerson Drive für Moments - Montgomery Gentry für Lucky Man - The Time Jumpers für Sweet Memories |                          |
| 2009 | Sugarland                                     | Vereinigte Staaten | Stay                                              | - Brooks & Dunn für God Must Be Busy - Lady Antebellum für Love Don’t Live Here - Rascal Flatts für Every Day - The SteelDrivers für Blue Side of the Mountain |                          |
| 2010 | Lady Antebellum                               | Vereinigte Staaten | I Run to You                                      | - Brooks & Dunn für Cowgirls Don’t Cry - Zac Brown Band für Chicken Fried - Rascal Flatts für Here Comes Goodbye - Sugarland für It Happens |                          |
| 2011 | Lady Antebellum                               | Vereinigte Staaten | Need You Now                                      | - Zac Brown Band für Free - Dailey & Vincent für Elizabeth - Little Big Town für Little White Church - The SteelDrivers für Where Rainbows Never Die |                          |